# اویستر بی (آلاباما)
اویستر بی (به انگلیسی: Oyster Bay) یک منطقهٔ مسکونی در ایالات متحده آمریکا است که در شهرستان بالدوین، آلاباما واقع شده‌است. اویستر بی ۳٫۰۵ متر بالاتر از سطح دریا واقع شده‌است.